# Formaggella del Luinese
La formaggella del Luinese est un fromage italien produit dans la région alpine du nord de la province de Varèse, en Lombardie. Il s'agit d'un fromage à pâte molle au lait de chèvre cru. Il est affiné pendant au moins 20 jours à température contrôlée ou dans les caves naturelles. Il est protégé par une appellation d'origine protégée depuis 2011.